# Darrell Baker Jr.
Darrell Megail Baker Jr. (27 de marzo de 1998) es un Cornerback panameño de fútbol americano de los Indianapolis Colts de la National Football League (NFL). Nacido en la Ciudad de Panamá, creció en Hephzibah, Georgia. Fue contratado por los Arizona Cardinals como agente libre no reclutado en 2022.

## Biografía

### Inicios
Baker nació en la Ciudad de Panamá el 27 de marzo de 1998, hijo de dos veteranos del Ejército de los Estados Unidos. Se crio en Hephzibah, Georgia, y asistió a la escuela secundaria Hephzibah, donde participó en fútbol y atletismo, jugando como esquinero y receptor abierto en el primero. Como júnior en el fútbol, hizo varias jugadas clave en el final de la temporada regular para ayudarlos a llegar a los playoffs estatales, siendo nombrado jugador de la semana del Augusta Chronicle. En su último año en pista, Baker ganó el campeonato estatal en salto de longitud y el Chronicle lo nombró "atleta de pista masculino del año". Baker comenzó a asistir a la Georgia Southern University en 2016 y fue miembro interino de su equipo de fútbol. Pasó su verdadera temporada de primer año como camiseta roja. En 2017, su segundo año en el programa, jugó en 12 juegos, apareció en 377 jugadas y registró 18 tacleadas y una intercepción junto con un balón suelto forzado. La temporada siguiente, Baker apareció en nueve partidos y registró seis tacleadas y una intercepción, además de aparecer en 231 jugadas. Como júnior en 2019, Baker jugó en los 12 juegos y fue titular en tres, registrando dos pases desviados y 23 tacleadas, mientras vio acción en un total de 280 jugadas. Vio su primera acción como titular a tiempo completo en 2020, iniciando los 12 juegos y registrando 34 tacleadas, siete pases desviados y una intercepción. Baker fue nombrado tercer equipo de todas las conferencias al final de la temporada por Pro Football Focus (PFF). Después de recibir un año adicional de elegibilidad debido a la pandemia de COVID-19, Baker optó por regresar a Georgia Southern para una sexta temporada en 2021 Comenzó ocho juegos y apareció en un total de 10, y anotó mientras jugaba 499 jugadas, 32 tacleadas, ocho pases desviados  y un balón suelto forzado. Terminó su carrera universitaria con 111 tacleadas, tres intercepciones, dos balones sueltos forzados y 18 pases desviados.

## Carrera Profesional

### Arizona Cardinals
Después de no ser seleccionado en el Draft de la NFL de 2022, Baker fue contratado por los Arizona Cardinals como agente libre no reclutado. Fue despedido el 29 de agosto, durante el período de recortes de plantilla. Después de ser despedido por Arizona, Baker tuvo pruebas con los Green Bay Packers y los Indianapolis Colts.

### Indianapolis Colts
Baker firmó con el equipo de práctica de los Colts el 13 de septiembre de 2022 Fue elevado a la lista activa para su juego de la Semana 15 contra los Minnesota Vikings, e hizo su debut en la NFL en la derrota 39-36, apareciendo en 14 jugadas de equipos especiales. Firmó en la lista activa el 28 de diciembre Baker recuperó un balón suelto en el juego de la Semana 18 de los Colts contra los Houston Texans. Baker entró en la lista final de los Colts en 2023, jugó en 14 juegos con seis aperturas y terminó segundo en el equipo en pases desviados. El 8 de enero de 2024, Baker firmó una extensión de contrato por un año con los Colts.